# Architects
Architects — (в переводе с англ. — «Архитекторы») британская металкор-группа. Была сформирована в 2004 году в Брайтоне, Великобритания. За время своего существования коллектив несколько раз изменял своё название — InHarmonic, затем Counting the Days. Несколько лет так они и именовались, а затем изменили название на нынешнее. Группа известна своим агрессивным и эмоциональным вокалом, переплетающимся с динамичными гитарными партиями. За карьеру выпущено 9 полноформатных и один мини-альбом.
Находясь под сильным влиянием таких групп, как The Dillinger Escape Plan, звучание их первых трех альбомов было грубым, хаотичным и ритмически сложным. В 2011 году Architects пошли в более мелодичном направлении пост-хардкора с альбомом The Here and Now, оттолкнув по итогу часть своей фан-базы. В следующем году они вернулись к своему первоначальному стилю с Daybreaker, установив баланс мелодичности и техничной «тяжести», а также представив более политизированные тексты. С выпуском своего шестого альбома Lost Forever // Lost Together в 2014 году группа добилась устойчивой популярности и признания критиков.

## История
В настоящее время сотрудничают с Epitaph Records. Активно гастролируют по родной Англии и Европе, выступая рядом с такими группами, как Bring Me the Horizon, SikTh и The Chariot. Принимали участие в нескольких независимых английских фестивалях, например, на Download Festival в 2007 и 2009 годах. Также, успешно завершили европейский и канадский туры, обзаведясь при этом кучей новых фанатов. 26 июня 2007 года коллектив выпустил свой второй альбом — Ruin, а в 2008 — совместный с английской группой Dead Swans EP, отправившись затем в тур по Великобритании.

### The Here and Now, Daybreaker
21 января 2011 года завершила свой четвёртый студийный альбом — The Here And Now, получившийся мягче и несколько лиричнее, нежели предыдущие.
В конце 2011 года группа презентовала два сингла: «Untitled» и «Devil’s Island». На стыке годов вышли ещё две композиции: «Alpha Omega» и «These Colours Don’t Run», на каждую из которых был снят клип.
Три последних композиции также появились в следующем альбоме Daybreaker, который вышел 28 мая 2012 года.

### Lost Forever // Lost Together
11 марта 2014 года группа выпустила новый альбом — Lost Forever // Lost Together. Также 18 октября участники группы объявили, что они подписали контракт с новым лейблом — Epitaph Records.

### All Our Gods Have Abandoded Us, смерть Тома Сирла
27 мая 2016 года вышел седьмой альбом группы, именующийся All Our Gods Have Abandoned Us.
20 августа 2016 года от рака кожи скончался гитарист, автор песен и основатель группы Том Сирл.

### Holy Hell
6 сентября 2017 года группа выпустила новый сингл с клипом «Doomsday». Как написал в своём Twitter Дэн Сирл, музыку к этой песне начал писать Том, но не успел закончить, и её, в том числе и текст, дописали оставшиеся участники группы. На следующий день было объявлено, что Джош Миддлтон из группы Sylosis официально занял место соло-гитариста.
12 сентября 2018 года был анонсирован восьмой альбом группы Holy Hell и представлен первый сингл «Hereafter». Второй сингл «Royal Beggars» выходит 3 октября, а третий сингл «Modern Misery» — 28 октября. Премьера альбома состоялась 9 ноября 2018 года. В 2019 году группа была номинирована в трёх категориях Kerrang! Awards.

### For Those That Wish To Exist
20 октября 2020 Architects представили новый сингл «Animals», сопровождаемый видеоклипом, в котором группа значительно сменила своё привычное звучание. Днём позже был анонсирован девятый альбом For Those That Wish To Exist, дата выхода которого была назначена на 26 февраля 2021 года. 21 ноября группа провела онлайн-концерт в Альберт Холле, на котором представила несколько новых песен с грядущего альбома. 2 декабря был представлен второй сингл «Black Lungs», сопровождаемый видеоклипом. 20 января 2021 выходит третий сингл «Dead Butterflies», так же сопровождаемый музыкальным видео. 8 января вышел четвёртый сингл «Meteor».
26 февраля 2021 года у группы вышел их девятый полноформатный альбом «For Those That Wish To Exist». Спустя год, 25 марта 2022 года, группа выпускает «For Those That Wish To Exist At Abbey Road».

### the classic symptoms of a broken spirit
20 апреля 2022 года Architects выпустили сингл «when we were young». 12 июля выходит песня «tear gas».
Анонсированный новый альбом, получивший название «the classic symptoms of a broken spirit», в который вошло 11 треков, был выпущен 21 октября 2022 года.

### The Sky, the Earth & All Between
4 декабря 2023 года Architects выпустили сингл «Seeing Red», где частично вернули более тяжёлый звук.
10 апреля 2024 года Architects представили сингл «Curse», спродюсированный бывшим клавишником Bring Me the Horizon Джорданом Фишем.
19 ноября группа выпустила сингл «Whiplash». Видеоклип на него получил возрастное ограничение 18+ на YouTube, из-за чего группе пришлось опубликовать другую версию клипа. В то же время они анонсировали свой предстоящий одиннадцатый студийный альбом The Sky, the Earth & All Between , выход которого запланирован на 28 февраля 2025 года.
14 января 2025 года группа выпустила следующий сингл «Blackhole» и видеоклип на него.
24 февраля 2025 года был выпущен сингл «Everything Ends», а 2 дня спустя, 26 февраля - сингл «Brain Dead», записанный при участии House of Protection.
28 февраля 2025 года вышел альбом «The Sky, the Earth & All Between», в который вошло 12 треков.

## Состав
Текущие участники
- Дэн Сирл — ударные, музыкальное программирование (2004-настоящее время)
- Алекс Дин — бас-гитара (2006—2011, 2011-настоящее время), клавишные (2018-настоящее время)
- Сэм Картер — вокал (2007-настоящее время)
- Адам Кристиансон — ритм-гитара (2015-настоящее время; 2012, 2014—2015 как сессионный), соло-гитара (2023–настоящее время, в студии)

Бывшие участники
- Мэтт Джонсон — вокал (2004-2007)
- Тим Лукас — бас-гитара (2004-2006)
- Тим Хилльер-Брук — гитара (2004-2012)
- Алекс Дин — бас-гитара (2007—2011)
- Том Сирл — соло-гитара, клавишные (2004—2016, умер в 2016)
- Джош Миддлтон — соло-гитара, бэк-вокал (2017—2023, 2016—2017 как сессионный), ритм-гитара (2012 как сессионный)

## Дискография
| Дата релиза | Название                                | Лейбл                                                                 |
| 2005        | Demo                                    | —                                                                     |
| 2006        | Nightmares                              | In At The Deep End Records и Distort Entertainment                    |
| 2007        | Ruin                                    | United By Fate Records, Distort Entertainment и Century Media Records |
| 2008        | Architects / Dead Swans E.P             | Thirty Days of Night Records                                          |
| 2009        | Hollow Crown                            | Century Media Records                                                 |
| 2011        | The Here and Now                        | Century Media Records                                                 |
| 2012        | Daybreaker                              | Century Media Records                                                 |
| 2014        | Lost Forever // Lost Together           | Epitaph Records                                                       |
| 2016        | All Our Gods Have Abandoned Us          | Epitaph Records                                                       |
| 2018        | Holy Hell                               | Epitaph Records                                                       |
| 2021        | For Those That Wish To Exist            | Epitaph Records                                                       |
| 2022        | the classic symptoms of a broken spirit | Epitaph Records                                                       |
| 2025        | The Sky, The Earth & All Between        | Epitaph Records                                                       |